# Samuel Johnson (1696–1772)
Samuel Johnson (ur. 14 października 1696 w Guilford, zm. 6 stycznia 1772) – duchowny, pedagog i filozof, zwolennik anglikanizmu i filozofii George’a Berkeleya, pierwszy rektor King’s College (późniejszego Uniwersytetu Columbia). 

## Życiorys
Ukończył Collegiate School of Connecticut (obecnie Uniwersytet Yale) w 1714. Żył i działał w kolonialnej Ameryce.
Był ojcem Williama Samuela Johnsona, jednego z ojców założycieli Stanów Zjednoczonych, który także ukończył studia na Uniwersytecie Yale i został kolejnym rektorem Uniwersytetu Columbia (wówczas Columbia College).